# ماگدالنا کومورک
ماگدالنا کومورک (لهستانی: Magdalena Kumorek؛ زادهٔ ۱۴ اوت ۱۹۷۹) بازیگر اهل لهستان است.
از فیلم‌ها یا مجموعه‌های تلویزیونی که وی در آن‌ها نقش داشته‌است، می‌توان به حالا یا هرگز!، مدار بسته، خودِ زندگی، در اعماق جنگل، دستورالعمل زندگی، چشمانت را باز کن، هتل ۵۲، در اعماق جنگل، ۸۰ میلیون و در خوشی و سختی اشاره نمود.